# Haematopinus oliveri
Haematopinus oliveri е вид насекомо от семейство Haematopinidae. Видът е критично застрашен от изчезване.

## Разпространение
Разпространен е в Индия (Асам).